# Отчаявшиеся души
«Отчаявшиеся души» (англ. Desperate Souls) — восьмой эпизод американского телевизионного сериала в жанре фэнтези «Однажды в сказке». Он был написан консультирующим продюсером Джейн Эспенсон. Режиссёр Майкл Ваксман. Эспенсон написала его, чтобы дать зрителям некоторые "решающие факты" о происхождении Румпельштильцхена. Приглашённые звезды - Брэд Дуриф, Джанкарло Эспозито, Беверли Эллиотт, Тай Олссон, Меган Ори и Дилан Шмид.
Действие сериала происходит в вымышленном приморском городке Сторибрук, штат Мэн, жители которого на самом деле персонажи различных сказок, которые были перенесены в "реальный мир" мощным проклятием. В этом эпизоде, Эмма (Дженнифер Моррисон) баллотируется  на должность шерифа города против кандидата Реджины (Лана Паррия) Сидни Гласса (Эспозито). Между тем, в эпизоде раскрывается предыстория Румпельштильцхена.
«Отчаявшиеся души» впервые вышел в эфир США на канале ABC 8 января 2012 года. Его трансляцию просмотрело около 10,35 миллионов зрителей, на 29 процентов больше, чем предыдущей эпизод. Телевизионные критики дали эпизоду в основном положительные отзывы, большинство оценило эффектность Карлайла, но отметили, что повествование начинает «терять изысканность».

## Сюжет

### В Зачарованном лесу
В Зачарованном лесу раскрывается предыстория Румпельштильцхена (Роберт Карлайл). Во время войны с людоедами, дети призываются на воинскую службу в возрасте 14 лет. Люди герцога, возглавляемые рыцарем Хордором (Тай Олссон), собирают молодых солдат с помощью «Тёмного мага», обладающего огромной магической силой. Сыну Румпельштильцхена, Бейлфайру (Дилан Шмид), исполнится 14 через три дня, и он отчаянно ищет способ спасти своего ребёнка. Ночью, когда отец и сын бегут из деревни, они сталкиваются с людьми герцога. Они издеваются над Румпельштильцхеном за то, что он сбежал, когда должен был служить и говорят, что из-за его трусости жена ушла от него. Румпельштильцхен вымаливает жизнь своего сына, но он не может ничего предложить, кроме преданности. Хордор, командующий солдатами, требует, чтобы Румпельштильцхен поцеловал сапог, но когда он сделал это, тот пнул его. Нищий (Брэд Дуриф) видит это и предлагает паре помощь, так как они подали ему милостыню. Он рассказывает Румпельштильцхену, что герцог владеет кинжалом, который позволяет ему повелевать Тёмным магом и его силой. Если Румпельштильцхен украдёт кинжал, то будет контролировать Тёмного мага, а если он убьёт его этим же кинжалом, то будет обладать его силой. Румпельштильцхен поджигает замок герцога (параллель с действиями мистера Голда) и крадёт кинжал, на котором написано имя Тёмного мага «Зосо».
Бейлфайр обеспокоен планом отца, обладать силой кинжала, но Румпельштильцхен просто отправляет его домой. Румпельштильцхен вызывает Зосо и заявляет, что он хозяин Тёмного мага. Зосо не впечатлён и удивляется тому, что робкий человечек командует им и дразнит его тем, что Бейлфайр вполне вероятно не его сын, т. к. он не такой трус, как его отец. В ответ Румпельштильцхен крикнул «Умри!» и убивает Тёмного мага, который оказывается тем самым нищим. Зосо смеётся и говорит Румпельштильцхену, что «за чары всегда надо платить». Румпельштильцхен становится новым Тёмным магом и теперь его имя написано на кинжале. Он возвращается домой и использует свою силу, чтобы спасти сына от людей герцога. Бейлфайр боится этого человека, который уже не похож на его отца.

### В Сторибруке
Прошло две недели после смерти шерифа Грэма (Джейми Дорнан). Мистер Голд (Роберт Карлайл) убеждает Эмму (Дженнифер Моррисон), что она должна быть шерифом, но Реджина Миллс (Злая королева, Лана Паррия) уже назначила Сидни Гласа (Джанкарло Эспозито) на эту должность. Генри (Джаред Гилмор) подозревает, что Реджина несёт ответственность за смерть Грэма и начинает верить, что добро не может победить зло, потому что играет по правилам. Мистер Голд предлагает Эмме свою поддержку и открывает ей устав города, где говорится, что мэр может только назначать кандидата на пост шерифа и следовательно, должны быть проведены выборы. Реджина возмущена тем, что мистер Голд будет работать против неё.
План Голда был в том, чтобы устроить пожар в доме мэра, когда Эмма и Реджина будут там, зная, что совесть заставит её спасти Реджину. Эмма становится героем в глазах горожан. Когда она узнаёт, что мистер Голд сделал это, Эмма понимает, что Генри был прав насчёт того, что зло играет не по правилам. На дебатах Эмма признаётся, что мистер Голд устроил пожар, тем самым продемонстрировав свою честность и порядочность, так же как и безжалостность к Голду. Вечером того же дня в кафе, Эмма утешает себя стаканом виски, когда к ней подходит Генри и говорит, что гордится ею, и что они могут продолжать операцию «Кобра». Реджина, Арчи (Рафаэль Сбардж), Мэри Маргарет (Джиннифер Гудвин) и Сидни пришли сказать Эмме, что она избрана шерифом. Реджина признаёт, что они имеют одну общую черту: недоверие к Голду. Мистер Голд посещает Эмму и рассказывает остальную часть своего плана. Он знал, что Эмма поступит правильно и расскажет всем, что он сделал. Он знал, что жители оценят это, поскольку в городе его боятся больше, чем Реджину. Противостоя ему, Эмма стала ещё более привлекательной для горожан, чем когда она спасла Реджину. Теперь, когда Эмма стала шерифом, Голд рассчитывает на то, что однажды она вернёт ему долг за ранее оказанную услугу.

### Открывающая сцена
Тёмная фигура скачет верхом на лошади и держит факел.

## Съёмки

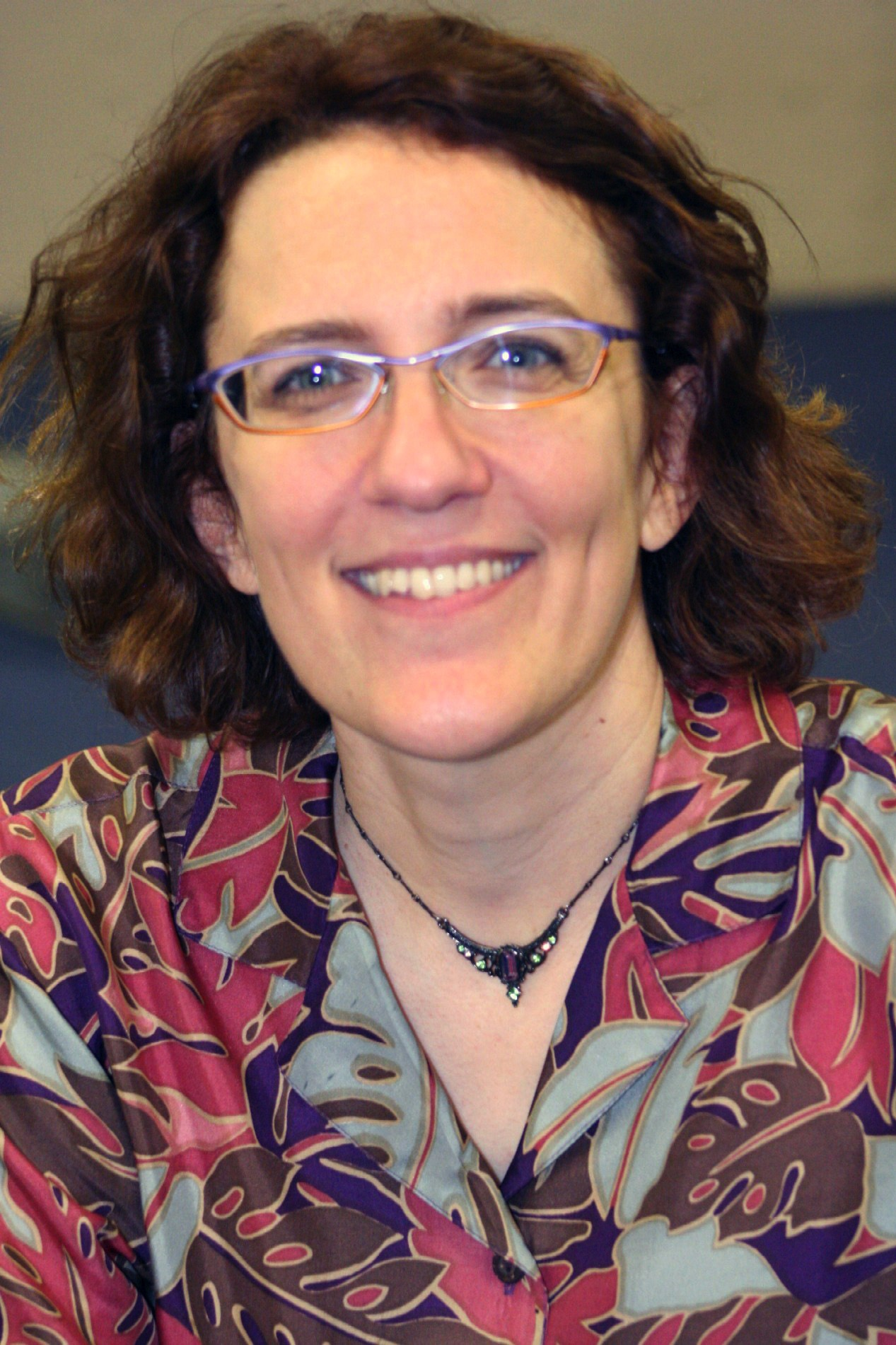
Консультирующий продюсер Джейн Эспенсон.

"Отчаявшиеся души" были написаны консультирующим продюсером Джейн Эспенсон, в то время как режиссёром выступил ветеран сериала Огни ночной пятницы Майкл Ваксман. Это второй эпизод сериала в этой точке, сценарий для которого был написан Эспенсон, и за который она получила оплату. Эпизод был предназначен Эспенсон показать «некоторые важные факты о происхождении Румпельштильцхена, считая его «уайлд-кардом» сериала, чьи скрытые мотивы по-прежнему всегда очень сложны».
Действие эпизода частично происходит после смерти шерифа Грэма в серии «Сердце одинокий охотник». Хотя её персонаж и связан со злом, актриса Лана Паррия пыталась сохранить в Реджине человека, насколько это возможно. Она объяснила: «Вы увидите подлинную любовь и заботу о Грэме... Было физическое соединение с персонажем. Он стал своего рода «мальчиком на побегушках» в обоих мирах. Но, вы знаете, в конце дня в Сторибруке, Реджина всё ещё пытается заполнить ту пустоту, о которой её предупреждала Mалефисента».
В преддверии показа эпизода, Паррия также дала обзор того, что зрители могли ожидать. О сюжете эпизода, она объяснила: «Мы увидим некоторую грязную политику между Реджиной и мистером Голдом. Вы увидите, как угрожающе это для Реджины, но как вы знаете, она примет на себя эти вызовы в полную силу».
В начале октября 2011 года TV Guide сообщил, что в качестве приглашённой звезды в эпизоде появился номинант на Оскар Брэд Дуриф в роли «нищего, который приобщит Румпельштильцхена ко злу». Другие приглашённые звезды: Меган Ори в роли Руби, Патти Аллан в роли мисс Джинджер, Беверли Эллиотт в роли бабушки, Джанкарло Эспозито в роли Сидни, Дилан Шмид в роли Бейлфайра, Коннер Двелли в роли Moррейн, Тай Олссон в роли Хoрдора, Майкл Феници в роли герцога (удалённая сцена), С. Эрнст Харт в роли дородного мужчины, Дэвид-Пол Гроув в роли Умника и Гейб Наут в роли мистера Кларка.

## Культурные ссылки
Moррейн, Бейлфайр и Тёмный маг вдохновлены героями из цикла Роберта Джордана «Колесо Времени». Большую фигурку Микки Мауса и небольшую фигурку Минни Маус можно увидеть во время противостояния Эммы и Голда из-за пожара. Имя Тёмного мага Зoco, является ссылкой на группу Led Zeppelin, так как это прозвище гитариста Джимми Пейджа.

## Приём

### Рейтинги
«Отчаянные души» впервые вышли в эфир в США 8 января 2012 года. Эпизод получил 3.7/8 баллов в аудитории 18-49 лет и общий рейтинг 5.9/9; он занял второе место в таймслоте, уступив футбольной трансляции на телеканале CBS, но опередил Dateline на NBC, Симпсонов и Шоу Кливленда на Fox Broadcasting Network. Рейтинги «Однажды в сказке» поднялись на 29 процентов по сравнению с предыдущим эпизодом.

### Отзывы

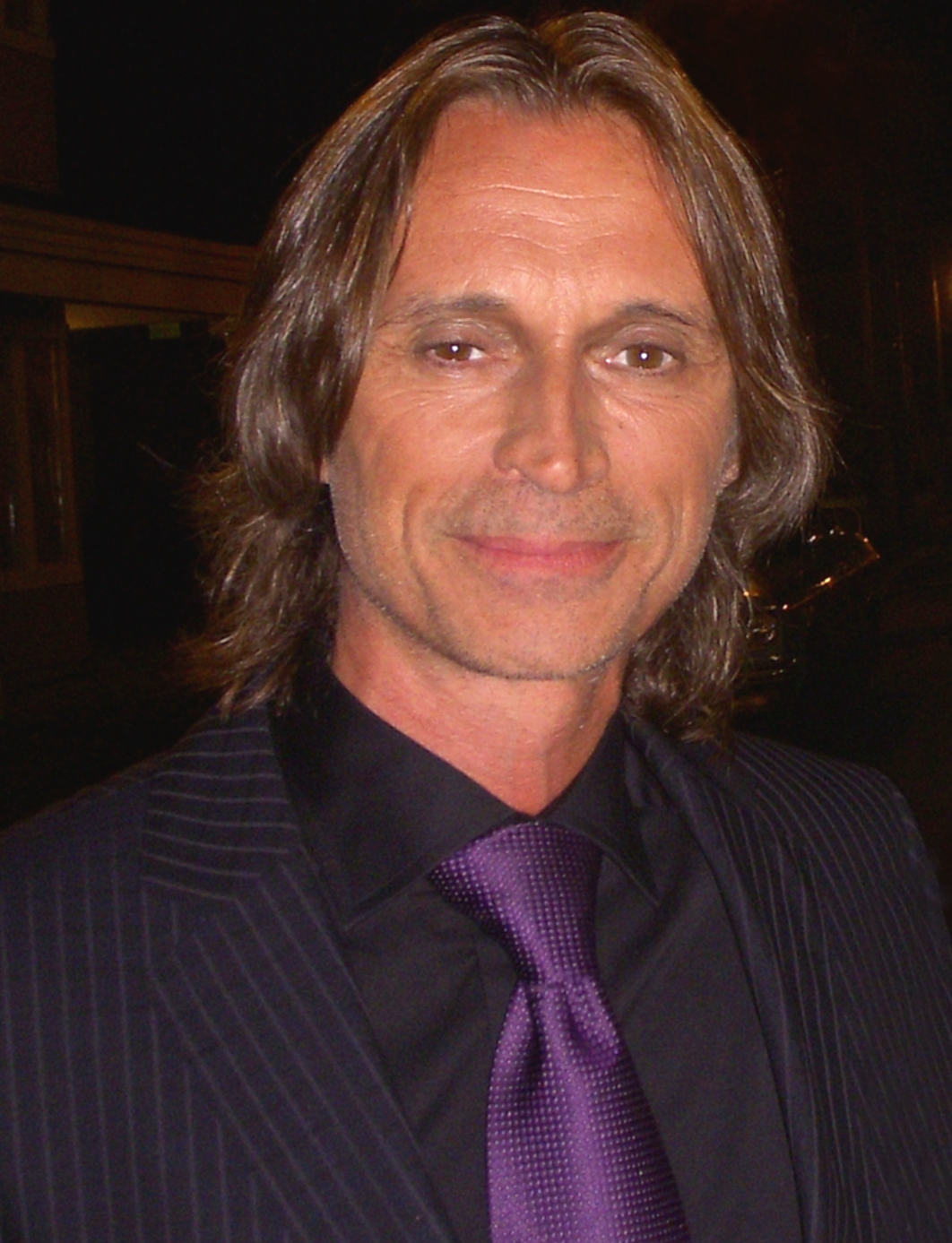
Критики хорошо отзывались об актёрской игре Роберта Карлайла.

Эпизод «Desperate Souls» получил, в основном, положительные отзывы от телевизионных критиков. В своём первом обзоре серии, Хиллари Базис из Entertainment Weekly выразила своё удовольствие от эпизода, полагая, что на следующей неделе будет «довольно трудно превзойти сегодняшний вечер». Базис оценила финальные сцены с Румпельштильцхеном и Тёмным магом как «напряжённые, эффектные… [и]… потрясающие». Писатель из IGN Эми Ретклифф оценила эпизод на 7/10, оценив игру Роберта Карлайла и приглашённого актёра Брэда Дурифа, но раскритиковала Лану Паррию за то, что та постоянно «смотрит волком» на Эмму. Ретклифф тем не менее верит что между Джиннифер Гудвин и Джошуа Далласом «пробежала некая искра», и пожелала чтобы зрители могли видеть больше сцен между ними. Как и Ретклифф, обозреватель Digital Spy Катриона Вайтмен похвалила игру Паррии и Карлайла, считая, что последние «продолжают оставаться одной из лучших персонажей в сериале. Эта совершенно новая версия Румпельштильцхена, которую мы увидели, показывает его с совершенно другой стороны. Оказывается, у него довольно хорошо получается быть трусливым и жалким».
Редактор The Huffington Post Лора Прудом и TV Fanatic’s C. Орландо также дали положительный отзыв игре Карлайла и сюжетной линии его персонажа. Прудом понравилась игра Дурифа, но она похвалила сцену с Мэри Маргарет и Дэвидом, назвав её «красиво написанной и сыгранной и полной тоски». Оливер Сава из The A.V. Club оставил наиболее критичный отзыв, где говорилось, что сериал «теряет изысканность» оценив «Отчаявшиеся души» на C. Он отметил, что сериалу «не хватает изощрённости и проницательности Остаться в живых, вместо простого изложения сюжета в самых ясных выражениях, неважно, как скучно это может быть… Это даже не десятый эпизод, а формула уже начинает терять изысканность». Несмотря на это, Сава увидел потенциал сериала, отметив, что «сценаристам просто нужно воспользоваться преимуществом богатства мифологии, которое дают им сказки».